# 박성재 (법조인)
박성재(朴性載, 1963년 1월 24일~)는 제70대 대한민국의 법무부 장관이었다.

## 생애
1963년 1월 24일 경상북도 청도군 금천면 신지리에서 태어났다. 1981년 대구고등학교, 1985년 고려대학교 법과대학 법학과 졸업 후 같은 해 제27회 사법시험에 합격하여 1988년에 사법연수원을 제17기로 수료했다. 1988년 육군 군법무관으로 임관하여 병역을 이행했다.
1991년 서울지방검찰청에서 검사 생활을 시작하였다. 1993년 대구지방검찰청 의성지청 검사, 1994년 대구지방검찰청 검사, 1996년 서울지방검찰청 북부지청 검사, 1998년 부산지방검찰청 검사, 2000년 서울지방검찰청 동부지청 부부장검사, 2001년 춘천지방검찰청 강릉지청 부장검사, 2002년 대검찰청 검찰연구관 등으로 재직했다.
2003년 사법연수원 교수로서 검찰실무, 수사절차론, 특수수사론, 외국법, 통일법연구 등의 강의를 맡았다. 이후 2005년 대검찰청 감찰제2과장, 2006년 서울중앙지방검찰청 금융조세조사부 부장검사 등을 지냈다. 이 시기 각종 주가조작 사건을 처리하며 기업 수사에서 능력을 인정받았다. 2006년 회삿돈 횡령 혐의로 박건배 전 해태그룹 회장을 기소했다. 또 같은 해 이건희 삼성그룹 회장의 에버랜드 전환사채를 이용한 편법 증여 사건 수사에도 참여했다. 박성재는 이 회장을 수사하면서 이 회장이 이재용 삼성그룹 부회장을 상대로 한 삼성에스디에스 신주인수권부사채 헐값 발행 및 서울통신기술 전환사채 헐값 발행 과정에 대해 캐물었다. 박성재는 해당 사건이 이 부회장에게 삼성의 경영권이 넘어가는 과정에서 발생했다고 보고 이 부회장이 인터넷 사업에서 본 손실을 삼성 계열사들이 떠안은 과정에도 비서실이 개입했는지를 조사하기도 했다. 또한 비슷한 시기에 당시 정용진 신세계그룹 부사장이 경영권 승계를 위해 광주신세계의 유상증자 주식을 헐값에 인수했다는 고발사건에 대한 수사도 진행했다.
2007년 3월 8일부터 2008년 3월 19일까지 제46대 대구지방검찰청 김천지청장, 2008년 법무부 감찰담당관, 2009년 서울동부지방검찰청 차장검사를 역임했고 2009년 8월 검사장으로 승진해 대구지방검찰청 제1차장검사, 2010년 7월 서울고등검찰청 공판부장검사 등을 역임했다.
2011년 8월 22일부터 2012년 7월 17일까지 제58대 제주지방검찰청 검사장, 2012년 7월 18일부터 2013년 4월 9일까지 제29대 창원지방검찰청 검사장, 2013년 4월 10일부터 2013년 12월 23일까지 제42대 광주고등검찰청 검사장, 2013년 12월 24일부터 2015년 2월 10일까지 제45대 대구고등검찰청 검사장 등을 역임했다.
2015년 2월, 제57대 서울중앙지방검찰청 검사장으로 전보되어 12월 23일까지 역임했다. 당시 경남기업과 포스코 등 기업 비리 수사를 지휘했다.
2015년 12월 24일 제48대 서울고등검찰청 검사장으로 발령되어 2017년 7월 12일까지 역임했다.
2017년 7월, 한 기수 후배인 문무일 부산고검장이 검찰총장으로 지명되어 공직에서 퇴임하며 사임하였다. (어록 사직인사 참조)
퇴직 이후 2020년까지 박성재 법률 사무소의 대표변호사로 활동하다가 2020년 8월부터 법무법인(유한) 해송 대표변호사로 활동하였다.
이후 2023년 12월, 국민의힘 비상대책위원장 직을 수행하기 위해 퇴임한 한동훈 전 법무부장관의 후임 장관 후보로 오세인 전 광주고검장, 이창재 전 법무부차관, 길태기 전 서울고검장, 장영수 전 대구고검장, 장영수 고려대 법학전문대학원 교수와 함께 언급되었다.[3]
2024년 1월 22일, 법무부장관으로 내정되어 2월 15일 국회 법제사법위원회의 인사검증을 거쳐, 2월 20일 인사청문보고서가 채택되었고, # 같은 날 윤석열 대통령이 임명안을 재가하며 법무부장관 임기를 시작하였다.

## 경력
- 1985년: 제27회 사법시험 합격
- 1988년: 사법연수원 제17기 수료
- 1988년 3월~1991년 2월: 육군법무관 복무 (대위전역)
- 1991년 3월~1993년 9월: 서울지방검찰청 검사
- 1993년 9월~1994년 3월: 대구지방검찰청 의성지청 검사
- 1994년 3월~1996년 3월: 대구지방검찰청 검사
- 1996년 3월~1998년 8월: 서울지방검찰청 북부지청 검사
- 1998년 8월~2000년 2월: 부산지방검찰청 검사
- 2000년 2월~2002년 6월: 서울지방검찰청 동부지청 부부장검사
- 2001년 6월~2002년 2월: 춘천지방검찰청 강릉지청 부장검사
- 2002년 2월~2003년 4월: 대검찰청 검찰연구관
- 2003년 4월~2005년 4월: 사법연수원 교수
- 2005년 4월~2006년 2월: 대검찰청 감찰2과 과장
- 2006년 2월~2007년 3월: 서울중앙지방검찰청 금융조사부 부장검사
- 2007년 3월~2008년 3월: 제46대 대구지방검찰청 김천지청 지청장
- 2008년 3월~2009년 1월: 법무부 감찰담당관
- 2009년 1월~2009년 8월: 서울동부지방검찰청 차장검사
- 2009년 8월~2010년 7월: 대구지방검찰청 제1차장검사
- 2010년 7월~2011년 8월: 서울고등검찰청 공판부 부장
- 2011년 8월~2012년 7월: 제58대 제주지방검찰청 검사장
- 2012년 7월~2013년 4월: 제29대 창원지방검찰청 검사장
- 2013년 4월~2013년 12월: 제42대 광주고등검찰청 검사장
- 2013년 12월~2015년 2월: 제45대 대구고등검찰청 검사장
- 2015년 2월~2015년 12월: 제57대 서울중앙지방검찰청 검사장[1]
- 2015년 12월~2017년 7월: 제48대 서울고등검찰청 검사장[2]
- 2017년 10월~2020년 6월: 박성재법률사무소 변호사
- 2020년 6월~2024년 2월: 법무법인(유한) 해송 대표변호사
- 2022년 7월~2024년 2월: 농협중앙회 비상임이사
- 2024년 2월~2025년 6월: 제70대 법무부 장관[3]
- 2024년 2월~2025년 6월: 대통령직속 국가생명윤리심의위원회 정부위원
- 2024년 2월~2025년 6월: 국민통합위원회 당연직 위원
- 2024년 4월~2025년 6월: 대통령 직속 의료개혁특별위원회 위원

## 상훈
- 1997년: 검찰총장 표창(부정부패사범 단속유공)
- 2016년: 황조근정훈장

## 어록
- 출처[4]

- "대통령께서 친소관계로 국정을 운영하시는 것이라 생각하지 않는다." (2024/01/25, 서울 서초구 서울고등검찰청에 마련된 인사청문회 준비단 사무실로 첫 출근하는 길에 기자들을 만나 '대통령과의 인연이나 지명 시기를 두고 총장 견제용이라는 이야기가 나온다'는 질문에 답하며)
- "법무부장관 지명을 받아 개인적으로는 큰 영광입니다만, 무거운 책임감을 느긴다. 임명된다면 국민의 신뢰를 받을 수 있는 공정한 법 집행과 국민의 생활 안전, 인권 보호에 최선을 다하겠습니다. 겸허한 자세로 청문회 준비를 잘하도록 하겠다." (2024/01/23, 법무부 장관에 지명된 뒤 대통령실 브리핑에서 소감을 밝히며)
- 2017년 서울 고검장이었던 박성재는 장문의 사직인사를 올린다. 특히 나태주 시인의 시 '마당을 쓸었습니다.' 를 인용하여 화제가 되었다.
- "중대한 불공정거래 사건일 경우 엄격한 처벌 권한을 적극 행사하는 방안을 검토하고 있다. 법률가로서 냉정하게 판단하되 국민 법감정도 고려해 유사한 사례가 재발되지 않도록 일벌백계해야 한다.” (2015/03/06, ‘사회지도층 비리 대응방안’을 직접 발표하며)
- "서울중앙지방검찰청이 반부패부 개편 이후 부정부패 척결의 가장 무거운 책임을 담당하게 됐다. 헌법가치를 부정하고 폭력과 테러로 자유민주주의 체제를 파괴하는 국가안보 위해세력은 철저히 수사해 반드시 상응하는 처벌을 받도록 하겠다. 법질서 확립이야말로 검찰의 존재 이유가 되는 최우선 과제다." (2015/02/10, 서울중앙지검장 취임식에서 ‘공안수사 강화’를 내걸며)
- "검찰은 헌법에 명시된 바와 같이 위임된 사무를 그 권한 범위 안에서, 국민 전체에 대한 봉사자라는 위치에서 처리해야 할 직무상의 의무가 있다." (2013/12/24, 대구고검장 취임식에서)
- “국민과 언론이 검찰을 '무소불위의 권력기관'이라고 혹평하고 있다. 일상적 업무라도 법과 원칙에 따라 엄중히 처리해야 한다.” (2012/07/18, 창원지검장 취임식에서)
- “실적 위주가 아닌 지역주민이 공감할 수 있는 법행사를 할 것이다. 계층에 편향적인 수사로 기본을 망각해서는 안된다.” (2011/08/22, 제주지검장 취임 후 기자간담회에서)
- “(이건희 회장 등의) 공모부분 수사는 사실상 마무리돼 법률적 판단만 남은 상태이기 때문에 이 검사의 복귀는 이상할 게 없다.” (2007/02/26, 삼성 에버랜드 전환사채 사건을 함께 맡은 이원석 검사가 서울중앙지방검찰청 수사팀에서 수원지검으로 복귀하는 것을 두고)

## 나쁜놈여담
- 한학(漢學)에 밝은 것으로 알려졌다.
- 온화하고 합리적이지만 원칙을 중시하는 성격으로 알려졌다. 책임감이 강해 맡은 임무를 직접 일일이 챙기고 추진력이 강하다는 평을 듣는다. #
- 윤석열(23기) 대통령의 6기수 선배지만 나이로는 윤석열이 세 살 많다. 박성재가 대구지검 근무 당시 초임 검사였던 윤석열을 집으로 초대해 식사를 함께했다고 한다. 윤석열이 국정원 댓글 수사로 대구고검으로 좌천됐을 당시에도 고검장이던 박 후보자가 그를 위로한 것으로도 알려졌다.#
- 윤석열, 박성재, 정점식이 1994년에 모두 대구지검에서 함께 근무한 인연이 있으며 서로 친분이 깊다.
- 이원석(27기) 검찰총장과는 각별한 '근무연(緣)'으로 얽혀있다. 10기수 선배로 이원석이 서울중앙지방검찰청 검사로 근무할 때 박성재가 부장검사였다. 박성재가 2006년 금융조세조사1부장 시절 이원석과 함께 에버랜드 전환사채(CB) 등 삼성그룹 수사를 맡아 진행했다. 2011년 제주지검장으로 근무할 때는 이원석이 제주지검 형사2부장을 했고, 바로 다음 인사 때 박성재가 창원지검장으로 이동하자 이원석은 창원지검 밀양지청장으로 자리를 옮겨 함께 일 했다. #
- 심우정(26기) 법무부 차관이 서울중앙지방검찰청 형사1부장으로 근무하던 때 박성재는 서울중앙지검장으로 근무했다. 이 때문에 심 차관과 손발을 맞추는 데는 큰 무리가 없을 거라는 이야기도 있다.
- 업무 장악력이 강하다는 평가가 많다. 검사 출신 변호사는 "성격이 강직하고, 업무도 잘하고, 칼 같은 면이 있다"며 "대신 잔정이 많고 인품이 좋다"고 했다. 주요 사건을 다수 처리했지만 잡음이 없는 것은 업무 장악 능력이 뛰어나다는 것을 의미한다고 한다.

## 가족
- 자녀: 2남 1녀